# Домашній паливний елемент
Домашній паливний елемент або побутовий паливний елемент — це електрохімічний елемент, який використовується для основного або резервного виробництва електроенергії. Вони схожі на великі промислові стаціонарні паливні елементи, але побудовані в менших масштабах для домашнього використання. Ці паливні елементи зазвичай базуються на технології комбінованого виробництва теплової та електричної енергії (ТЕЦ) або мікро-ТЕЦ, виробляючи як електроенергію, так і нагріту воду або повітря.

## Використання
Оскільки паливний елемент не може постійно виробляти рівно стільки електроенергії та тепла, скільки потрібно, домашні паливні елементи, як правило, не є автономними установками. Замість цього вони можуть покладатися на мережу, коли виробництво електроенергії вище або нижче необхідного рівня. Крім того, домашній паливний елемент можна поєднати з традиційною піччю, яка виробляє лише тепло. Наприклад, німецька компанія Viessmann виробляє домашній паливний елемент з електричною потужністю 0,75 кВт і тепловою потужністю 1 кВт, інтегрований з традиційною піччю потужністю 19 кВт, що виробляє тепло, використовуючи мережу для потреб в електроенергії нижче і вище рівня виробництва паливного елемента. 
Паливний елемент PEMFC m-CHP працює при низьких температурах (від 50 до 100°C) і високоочищеного водню. Він схильний до забруднення, тому можна внести зміни для роботи при вищих температурах і вдосконалити паливний реформер. Когенераційна установка на паливних елементах SOFC працює при високій температурі (від 500 до 1000 °CP) і може працювати з різними джерелами енергії, але висока температура вимагає дорогих матеріалів, щоб витримати її. Можна внести зміни, щоб працювати при нижчій температурі. Через вищу температуру, SOFC, як правило, мають довший час запуску.

## Вплив на навколишнє середовище
Оскільки домашній паливний елемент виробляє електроенергію і тепло, які використовуються на місці, теоретична ефективність наближається до 100%. Це контрастує з традиційним виробництвом електроенергії поза домом, в якому є втрати при передачі та марне тепло, що вимагає додаткового споживання енергії для опалення будинку. Як зазначалося вище, домашній паливний елемент, як правило, не завжди може генерувати потрібну кількість як тепла, так і електроенергії, і тому зазвичай не є автономною установкою, а поєднується з традиційною піччю і підключається до мережі для потреб в електроенергії, вищих або нижчих за ті, що виробляються паливним елементом. Таким чином, загальний коефіцієнт корисної дії є нижчим за 100%. Оптимальна ефективність домашніх паливних елементів призвела до того, що деякі країни, такі як Німеччина, економічно підтримують їх встановлення в рамках політики реагування на зміну клімату. 

## Встановлення
Домашні паливні елементи спроєктовані та виготовлені для розміщення у внутрішній механічній кімнаті або зовні — тихо працюють у фоновому режимі 24/7. Бувши підключеними до комунальної мережі через головний сервісний щит будинку та використовуючи мережевий облік, домашні паливні елементи легко інтегруються з існуючими електричними та гідравлічними системами і відповідають вимогам до підключення до електромережі. У разі перебоїв в електромережі система автоматично перемикається на роботу в незалежному від мережі режимі, щоб забезпечити безперервне резервне живлення для спеціальних контурів у будинку, поки мережа не працює. За бажанням систему можна модифікувати для роботи в автономному режимі.

### Поточні установки
Двадцять компаній встановили паливні елементи Bloom Energy у своїх будівлях, серед яких Google, eBay і FedEx.  Генеральний директор eBay розповів 60 Minutes, що вони заощадили $100 000 на рахунках за електроенергію за 9 місяців з моменту встановлення паливних елементів. 
У 2013 році 64% світових продажів мікрокомбінованих теплових та електричних систем на паливних елементах випередили традиційні механічні роторні системи за обсягом продажів у 2012 році. 

### Життєвий цикл
Паливні елементи мають середній термін служби близько 60 000 годин. Для блоків паливних елементів PEM, які вимикаються на ніч, це відповідає терміну служби від десяти до п'ятнадцяти років. 

## Вартість
Більшість домашніх паливних елементів можна порівняти з фотоелектричними системами сонячної енергії для житлових будинків за ціною долара за ват. Деякі домашні паливні елементи, що працюють на природному газі, можуть виробляти у вісім разів більше енергії на рік, ніж сонячна установка такого ж розміру, навіть у найкращих сонячних місцях. Наприклад, домашній паливний елемент потужністю 5 кВт виробляє близько 80 МВт-год комбінованої електроенергії та тепла на рік, порівняно з приблизно 10 МВт-год, що генеруються сонячною системою потужністю 5 кВт. Однак ці системи не можна безпосередньо порівнювати, оскільки сонячна енергія є відновлюваним ресурсом, який практично не потребує експлуатаційних витрат, тоді як природний газ не є ні тим, ні іншим.
Експлуатаційні витрати на домашні паливні елементи можуть становити лише 6,0 центів за кВт-год, виходячи з 1,20 долара за терм природного газу, за умови повного використання електричного та теплового навантаження. 
Житлові паливні елементи можуть мати високі початкові капітальні витрати - станом на грудень 2012 року Panasonic і Tokyo Gas Co., Ltd. продали близько 21 000 одиниць PEM Eni-Farm в Японії за ціною $22 600 перед установкою. 

## Ринкова ніша
Домашні паливні елементи — це новий ринок, який являє собою фундаментальний зсув у джерелах енергії. Індивідуальна домашня система на паливних елементах, встановлена в американському будинку, стає частиною загальної картини енергетичної незалежності США. Кінцевою перевагою домашніх паливних елементів буде створення мереж мікро-ТЕЦ, розподілених по всьому населеному пункту та бізнес-парках. Таке самостійне виробництво енергії в рамках підходу розподіленої генерації забезпечить і збільшить енергогенеруючі потужності США, дозволяючи повертати невикористану електроенергію в мережу без необхідності будівництва нових електростанцій і ліній електропередач. Встановлення домашніх систем на паливних елементах в будинках має потенціал відключити людей від електромережі, відіграти значну роль у підвищенні енергоефективності та зменшити залежність США від імпорту енергоносіїв з-за кордону.

## Зовнішні посилання
- Міністерство енергетики США (DOE) з енергоефективності та відновлюваних джерел енергії (EERE): Програма водню, паливних елементів та інфраструктурних технологій
- Паливні елементи сьогодні